# Crêt de la Perdrix
Der Crêt de la Perdrix (auch Crest de la Perdrix) ist die mit 1432 m höchste Erhebung des Mont Pilat im östlichen Zentralmassiv. Er liegt im Département Loire.
Häufiger Ausgangspunkt für Wanderungen auf den Crêt de la Perdrix ist die kleine Siedlung La Jasserie auf 1308 m Höhe, bei der sich auch die Quelle des Gier sowie Reste des ältesten Schlepplifts Frankreichs befinden. Der französische Weitwanderweg GR 7 führt über den Gipfel. Auf dem höchsten Punkt befindet sich eine Orientierungstafel. Bei klarer Sicht kann man im Osten die Alpen und das Rhonetal sehen, im Westen erkennt man die Berge des Zentralmassivs. 
In der Nähe erinnern zwei Gedenksteine an die fünf Opfer des Absturzes eines amerikanischen Kampfflugzeuges am 1. November 1944.

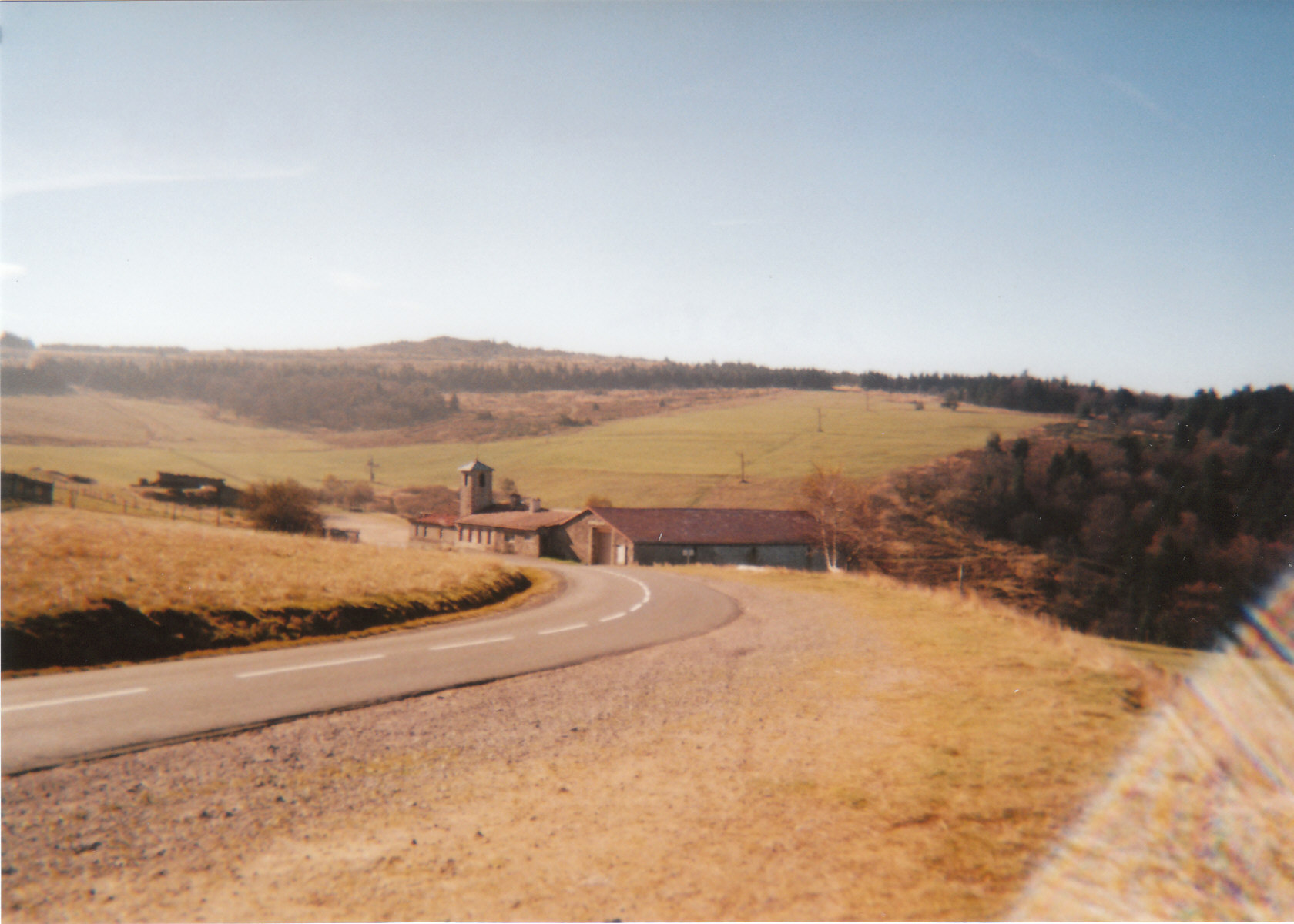
La Jasserie mit der Crêt de la Perdrix im Hintergrund (Blick von Norden)
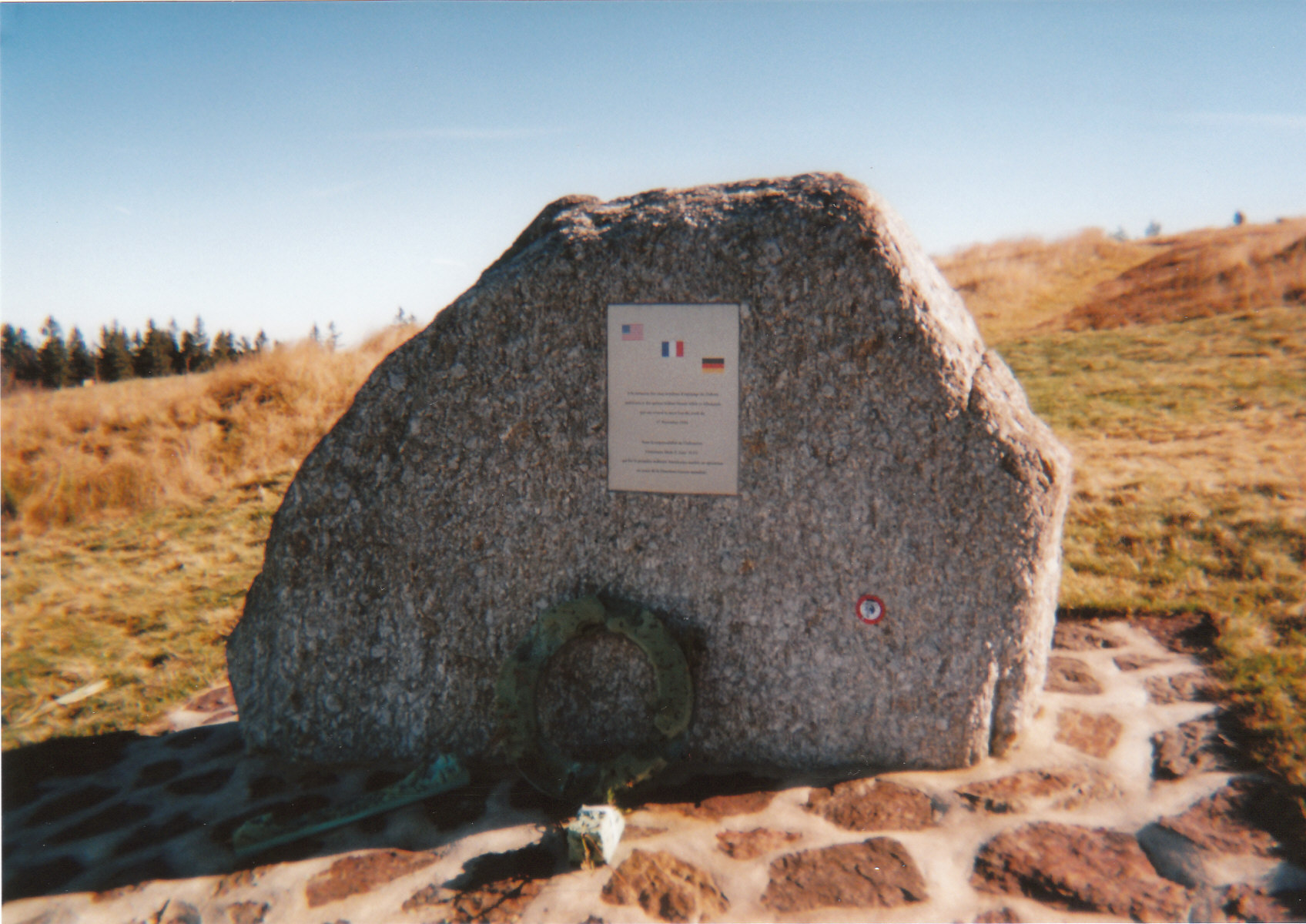
Gedenkstein an den Flugzeugabsturz in der Nähe von La Jasserie